# 18826 Leifer
18826 Leifer este un asteroid din centura principală de asteroizi.

## Descriere
18826 Leifer este un asteroid din centura principală de asteroizi. A fost descoperit pe 14 iulie 1999 la Socorro, New Mexico, în cadrul proiectului LINEAR. Asteroidul prezintă o orbită caracterizată de o semiaxă mare de 2,42 ua, o excentricitate de 0,17 și o înclinație de 2,9° în raport cu ecliptica.